# Harry Souttar
Harry Souttar (Aberdeen, 1998. október 22. –) skót születésű ausztrál válogatott labdarúgó, az angol Leicester City hátvédje.

## Pályafutása

### Klubcsapatokban
Souttar a skóciai Aberdeen városában született. Az ifjúsági pályafutását a Dundee United akadémiájánál kezdte.
2016-ban mutatkozott be a Dundee United első osztályban szereplő felnőtt keretében. 2016-ban az angol első osztályban érdekelt Stoke City-hez igazolt. 2018 és 2020 között a skót Ross County és a Fleetwood Town csapatát erősítette kölcsönben. 2023. január 31-én 5½ éves szerződést kötött a Leicester City együttesével. Először a 2023. február 4-ei, Aston Villa ellen 4–2-re megnyert mérkőzésen lépett pályára.

### A válogatottban
Souttar az U17-es és U19-esben Skóciát, míg az U23-as korosztályú válogatottban Ausztráliát képviselte. Tagja volt a 2020-as tokiói olimpiára küldött ausztrál labdarúgó-keretnek is.
2019-ben debütált az ausztrál válogatottban. Először 2019. október 10-én, Nepál ellen 5–0-ás győzelemmel zárult VB-selejtezőn lépett pályára és egyben megszerezte első két válogatott gólját is.

## Statisztikák
2023. május 22. szerint
| Klub                        | Szezon   | Osztály              | Bajnokság | Bajnokság | Kupa  | Kupa | Nemzetközi | Nemzetközi | Összesen | Összesen |
| Klub                        | Szezon   | Osztály              | Meccs     | Gól       | Meccs | Gól  | Meccs      | Gól        | Meccs    | Gól      |
| --------------------------- | -------- | -------------------- | --------- | --------- | ----- | ---- | ---------- | ---------- | -------- | -------- |
| Dundee United               | 2015–16  | Scottish Premiership | 2         | 1         | 1     | 0    | —          | —          | 3        | 1        |
| Stoke City                  | 2017–18  | Premier League       | 0         | 0         | 1     | 0    | —          | —          | 1        | 0        |
| Stoke City                  | 2018–19  | Championship         | 0         | 0         | 1     | 0    | —          | —          | 1        | 0        |
| Stoke City                  | 2020–21  | Championship         | 38        | 1         | 5     | 0    | —          | —          | 43       | 1        |
| Stoke City                  | 2021–22  | Championship         | 16        | 0         | 2     | 1    | —          | —          | 18       | 1        |
| Stoke City                  | 2022–23  | Championship         | 7         | 0         | 0     | 0    | —          | —          | 7        | 0        |
| Stoke City                  | Összesen | Összesen             | 61        | 1         | 9     | 1    | 0          | 0          | 70       | 2        |
| Ross County (kölcsönben)    | 2017–18  | Scottish Premiership | 13        | 0         | 0     | 0    | —          | —          | 13       | 0        |
| Fleetwood Town (kölcsönben) | 2018–19  | League One           | 11        | 1         | 0     | 0    | —          | —          | 11       | 1        |
| Fleetwood Town (kölcsönben) | 2019–20  | League One           | 36        | 3         | 5     | 0    | —          | —          | 41       | 3        |
| Fleetwood Town (kölcsönben) | Összesen | Összesen             | 47        | 4         | 5     | 0    | 0          | 0          | 52       | 4        |
| Leicester City              | 2022–23  | Premier League       | 12        | 0         | 0     | 0    | —          | —          | 12       | 0        |
| Összesen                    | Összesen | Összesen             | 135       | 6         | 15    | 1    | 0          | 0          | 150      | 7        |

### A válogatottban
| Válogatott | Év       | Pályára lépés | Gól |
| ---------- | -------- | ------------- | --- |
| Ausztrália | 2019     | 2             | 4   |
| Ausztrália | 2021     | 8             | 2   |
| Ausztrália | 2022     | 4             | 0   |
| Ausztrália | 2023     | 2             | 0   |
| Összesen   | Összesen | 16            | 6   |

#### Góljai a válogatottban
| # | Időpont           | Helyszín                                      | Ellenfél | Gólok | Eredmény | Kiírás               |
| - | ----------------- | --------------------------------------------- | -------- | ----- | -------- | -------------------- |
| 1 | 2019. október 10. | Canberra Stadion, Canberra, Ausztrália        | Nepál    | 3–0   | 5–0      | 2022-es VB-selejtező |
| 2 | 2019. október 10. | Canberra Stadion, Canberra, Ausztrália        | Nepál    | 4–0   | 5–0      | 2022-es VB-selejtező |
| 3 | 2019. október 15. | Nemzeti Stadion, Kaohsziung, Kína             | Tajvan   | 5–1   | 7–1      | 2022-es VB-selejtező |
| 4 | 2019. október 15. | Nemzeti Stadion, Kaohsziung, Kína             | Tajvan   | 7–1   | 7–1      | 2022-es VB-selejtező |
| 5 | 2021. június 7.   | Dzsaber El-Ahmad Stadion, Kuvaitváros, Kuvait | Tajvan   | 1–0   | 5–1      | 2022-es VB-selejtező |
| 6 | 2021. június 15.  | Dzsaber El-Ahmad Stadion, Kuvaitváros, Kuvait | Jordánia | 1–0   | 1–0      | 2022-es VB-selejtező |